# Lotus 34

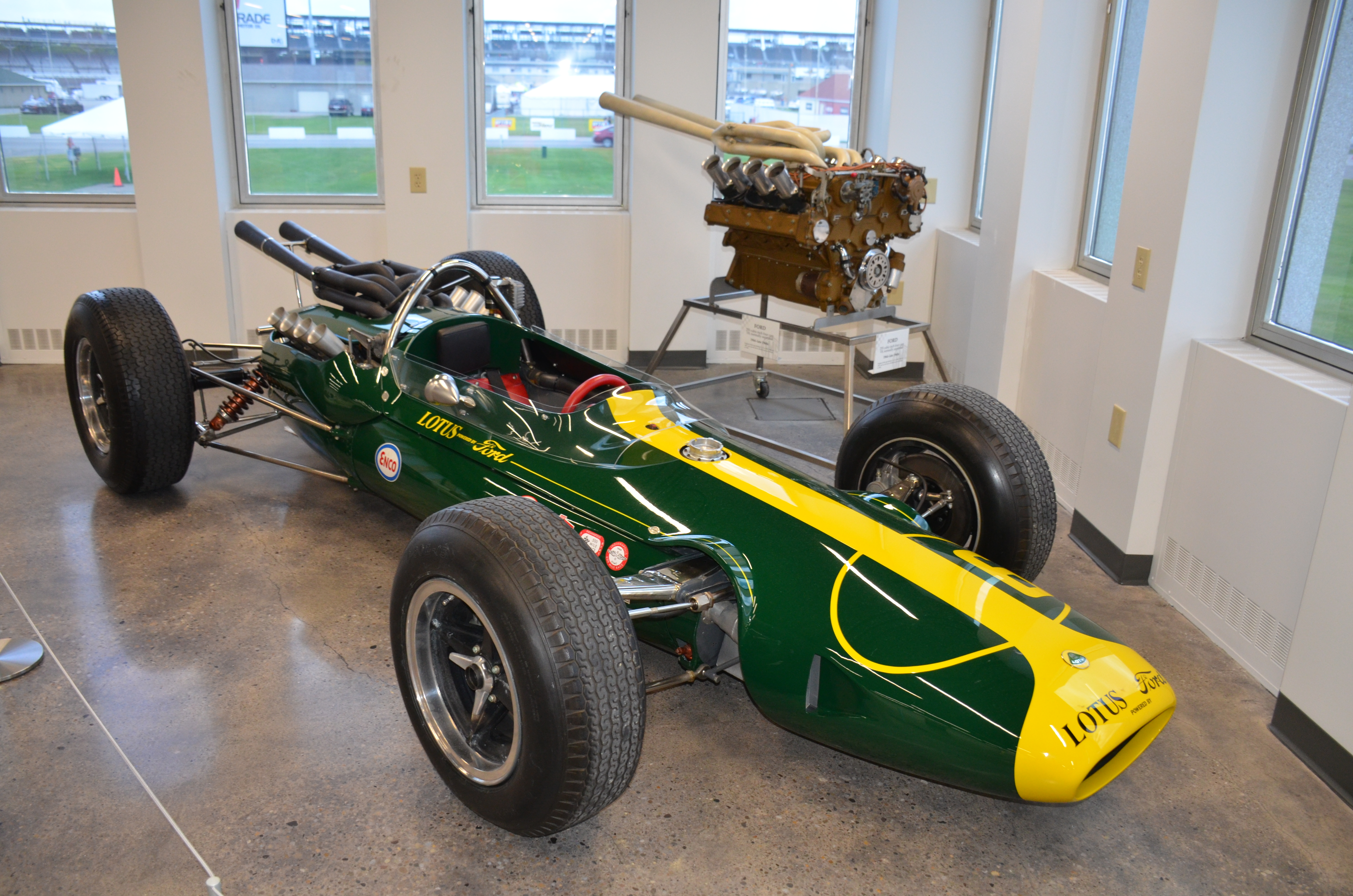
La Lotus 34 exposée au musée du circuit d'Indianapolis.

La Lotus 34 est une monoplace du constructeur britannique Lotus, conçue pour les courses de type Indianapolis (IndyCar) du championnat USAC de 1964 aux États-Unis.
Développée en partenariat avec Ford États-Unis, elle prend la suite de la prometteuse Lotus 29 qui avait fini deuxième à Indianapolis en 1963. Trois exemplaires furent construits.
Le châssis est monocoque en aluminium appuyé sur des tubes acier. Le moteur était un Ford V8 de 4 195 cm3 développant 425 ch, quatre arbres à cames et injection mécanique.
À Indianapolis, de gros problèmes avec les pneus Dunlop (dont c'était la première participation aux 500), trop fragiles, provoquent un accident dont Jim Clark sort heureusement sans casse. Sans ces problèmes, la victoire était possible puisque Clark avait signé la pole position et qu'il menait la course.
Cependant, la Lotus 34 gagnera la course des 200 miles de Milwaukee en août 1964 aux mains du pilote américain Parnelli Jones. Celui-ci la conduira à Indianapolis pour l'édition 1965 et finira deuxième derrière Jim Clark et sa Lotus 38.
La Lotus 34 sera remplacée par la Lotus 38.